# Музей В. А. Тропинина и московских художников его времени
Музе́й Васи́лия Тропи́нина и моско́вских худо́жников его вре́мени — камерный художественный музей, расположенный в ампирном особняке XIX века. Владельцами здания являлась купеческая семья Петуховых, передавшая в 1965 году особняк во владение коллекционеру Феликсу Вишневскому (1902—1978) для организации в нём постоянной экспозиции. Музей был основан в 1969 году, когда Вишневский завещал право на владение особняком и более чем двумястами полотнами государству. Открытие учреждения состоялось в 1971 году на основе постоянной экспозиции работ художников XVIII—XIX веков: Василия Тропинина, Ивана Вишнякова, Алексея Антропова, Ивана Аргунова, Дмитрия Левицкого, Сильвестра Щедрина, Дмитрия Левицкого, Сергея Щукина, Ивана Айвазовского, Александра Бенуа, Виктора Васнецова, Исаака Левитана, Константина Коровина, Василия Поленова и других.

## История

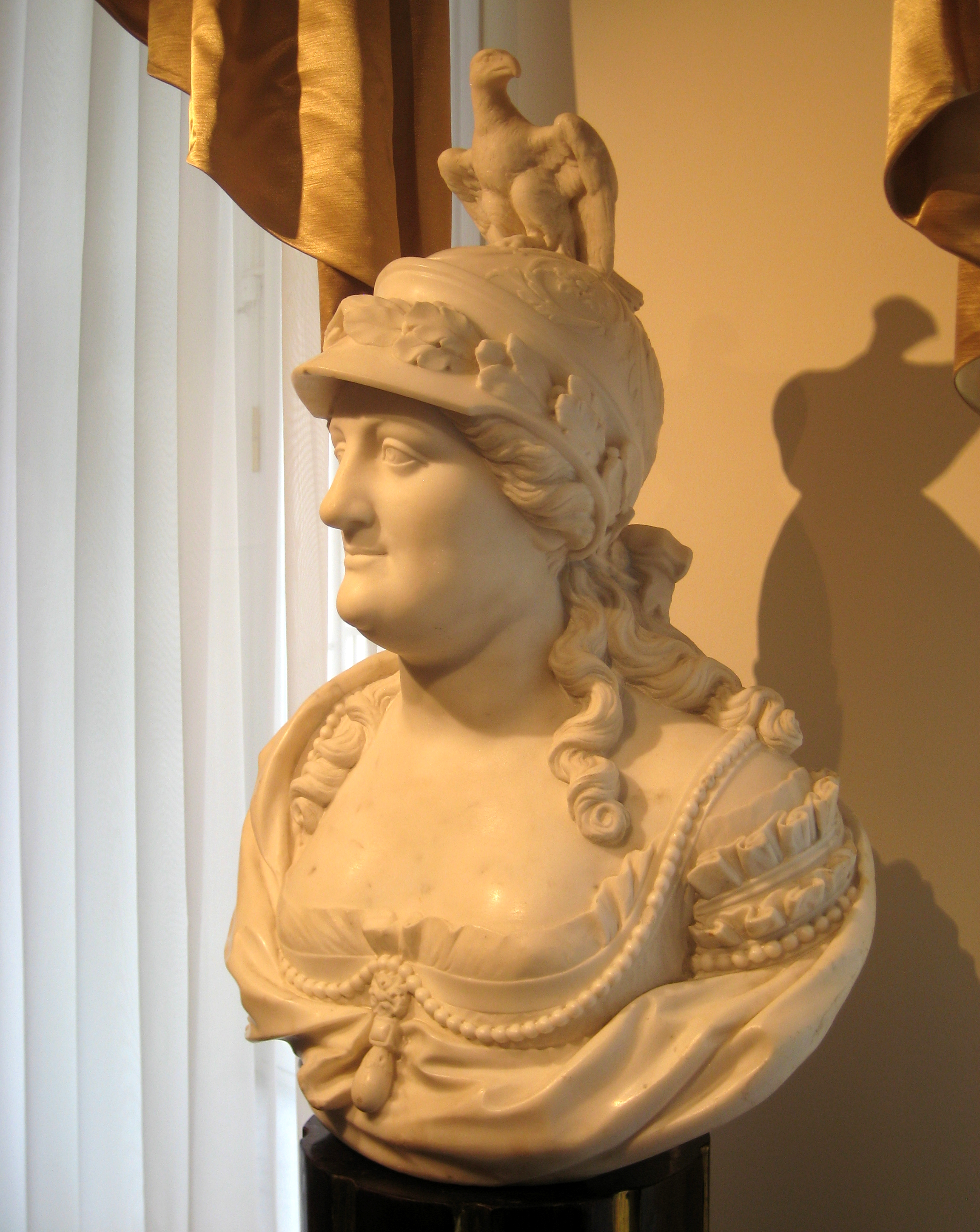
Бюст Екатерины II.

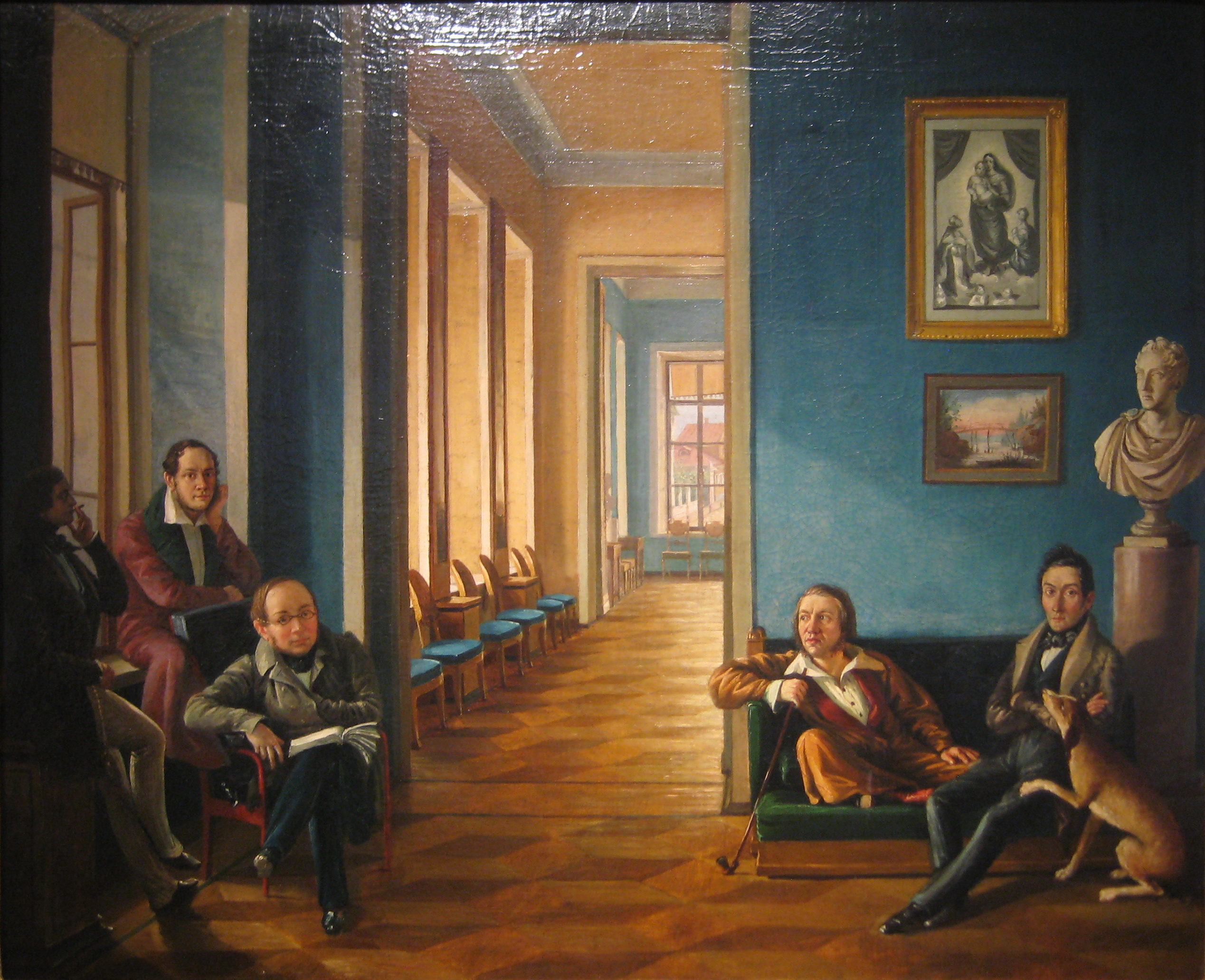
Картина Николая Подключникова.

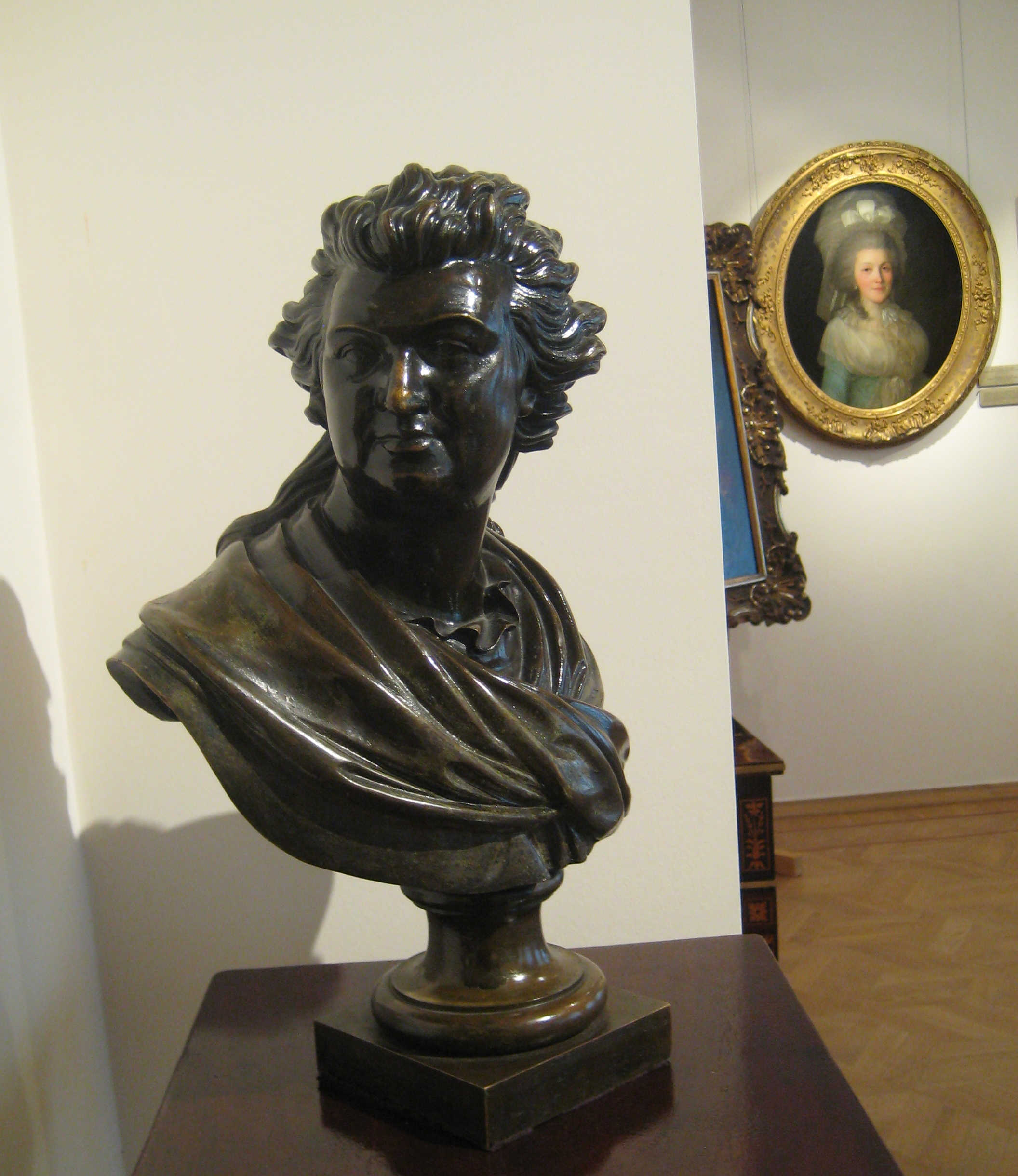
Бюст Григория Потёмкина.

### Здание
Музей располагается в историческом районе Замоскворечье, между улицами Большая Ордынка и Полянка. В основании особняка лежит купеческая усадьба, перестроенная в стиле ампир после пожара 1812 года. Фасад здания выполнен из камня, в то время как мезонин и флигель — из дерева. Отличительной особенностью дома является портик, через который осуществляется вход в здание. С 1845 по 1870 год особняк принадлежал семье Бородиных, при которой во дворе был надстроен двухэтажный флигель, сдаваемый под наём.
Во дворе находятся хозяйственные постройки, сад с фруктовыми деревьями, а также флигель с мемориальной доской «Ансамбль городской усадьбы Масленников-Петуховых XIX-XX веков. Флигель. 1883 год. Охраняется государством.» С 1885-го усадьба принадлежала семье Петуховых, вхожей в творческие круги Москвы. После революции 1917 года советские власти оставили дом в собственности семьи за заслуги перед Отечеством. В гостях у Петуховых бывали ученик Ильи Репина Виктор Кошелёв, критик Алексей Средин, композитор Александр Скрябин, а также близкий друг семьи Петуховых московский коллекционер Феликс Вишневский. Перед своей смертью в 1965 году Николай Петухов завещал особняк Вишневскому для создания там постоянной экспозиции его коллекции картин.

### Коллекция Вишневского
Основу коллекции Феликса Вишневского составили сто работ, полученных им от отца — коллекционера-любителя. После революции 1917 года он получил охранную грамоту от Совнаркома, позволяющую сохранить право на владение произведениями. Однако в 1920-е годы принадлежащие ему работы были конфискованы, а Вишневский отправлен в ссылку. Будучи вдали от антикварных магазинов, он работал в провинциальных музеях, собирая отвергнутые закупочной комиссией произведения. К 1970 году коллекционер собрал более двухсот полотен, в том числе работы Ивана Аргунова, Алексея Антропова, Василия Тропинина, Фёдора Рокотова, Дмитрия Левицкого и Владимира Боровицкого.
Как вспоминал друг Вишневского искусствовед Владимир Десятников:
Из тех денег, что зарабатывал Феликс Евгеньевич, на себя он тратил минимум. Все было отдано «одной, но пламенной страсти». Итогом собирательства Вишневского явилось создание Музея Василия Тропинина и московских художников его времени, который он подарил в 1969 году родному городу — Москве.

### Открытие музея
Учреждение было основано в 1969 году указом правительства Москвы. Перед этим Вишневский передал в дар государству более двухсот пятидесяти полотен, а также сам особняк Петуховых. Открытие музея как филиала Останкинского дворца-музея творчества крепостных состоялось в 1971-м, а после 1991 года он стал функционировать как независимое учреждение. Помимо многочисленных работ Василия Тропинина в коллекцию музея входят полотна Ивана Айвазовского, Александра Бенуа, Виктора Васнецова, Исаака Левитана, Константина Коровина и Василия Поленова.

## Современность

### Ремонт здания
В 2001 году особняк был залит горячей водой. В ходе устранения последствий затопления выяснилось, что здание нуждается в капитальном ремонте из-за обветшавшей кровли, сгнивших деревянных перекрытий, а также необходимости замены системы коммуникаций. Как следствие была проведена масштабная реставрация дома, завершившаяся только в 2011 году. Во всём помещении установлена современная система увлажнения, создающая необходимые условия для хранения картин.
Начиная с 2003 года правительство Москвы выпустило ряд постановлений о передаче музею дополнительных помещений на улице Волхонка (дома № 9, 11, 13) для расширения залов экспозиции. Во всех зданиях в то или иное время проживал художник Василий Тропинин. По состоянию на 2018 год музей не получил доступ к зданиям и неоднократно обращался в арбитражный суд по поводу незаконной продажи переданных ему помещений.

### Экспозиция
Одновременно с масштабным ремонтом здания с 2001 по 2009 год шла реставрация более чем двухсот картин из коллекции Вишневского. Особое внимание было уделено работе начала XVIII века «Портрет принцессы Анны Леопольдовны» Луи Караваки, этюдам к иконостасу «Апостолы» 1780 годов, а также полотну Карла Христинека «Портрет неизвестной в розовом платье с шифром Екатерины II на Андреевской ленте», выполненный в конце XVIII века.
Коллекция музея размещена в четырёх залах особняка, в то время как остальные два отведены для временных выставок. Центром экспозиции является «Тропининский зал», в котором представлены портреты генерал-майора Александра Тучкова (1843 год), князя Платона Зубова, полотно «Кружевница», принёсшее художнику известность, а также «Нищий старик». В 2019 году для незрячих появилась тактильная копия картины «Кружевница» с подробным описанием, выполненным рельефно-точечным шрифтом Брайля. В других залах представлены полотно Фёдора Рокотова, изображающее императрицу Екатерину II, бюст князя Григория Потёмкина, а также портрет Александра Суворова художника Йозефа Крейцингера. В отдельном помещении представлены рисунок Елизаветы Воронцовой работы Петра Соколова и портретные миниатюры.
Во всех комнатах экспозиции также представлена антикварная мебель, иконы и редкая посуда XVIII—XIX веков и предметы бисерного шитья.
В 2018 году образовательный портал «Грамота.ру» и музей Василия Тропинина объявили о создании совместного проекта «Коллекция „Грамоты.ру“», в рамках которого в выставочном пространстве будут организованы лекции по истории русского языка.

## Интерьер и экспонаты музея

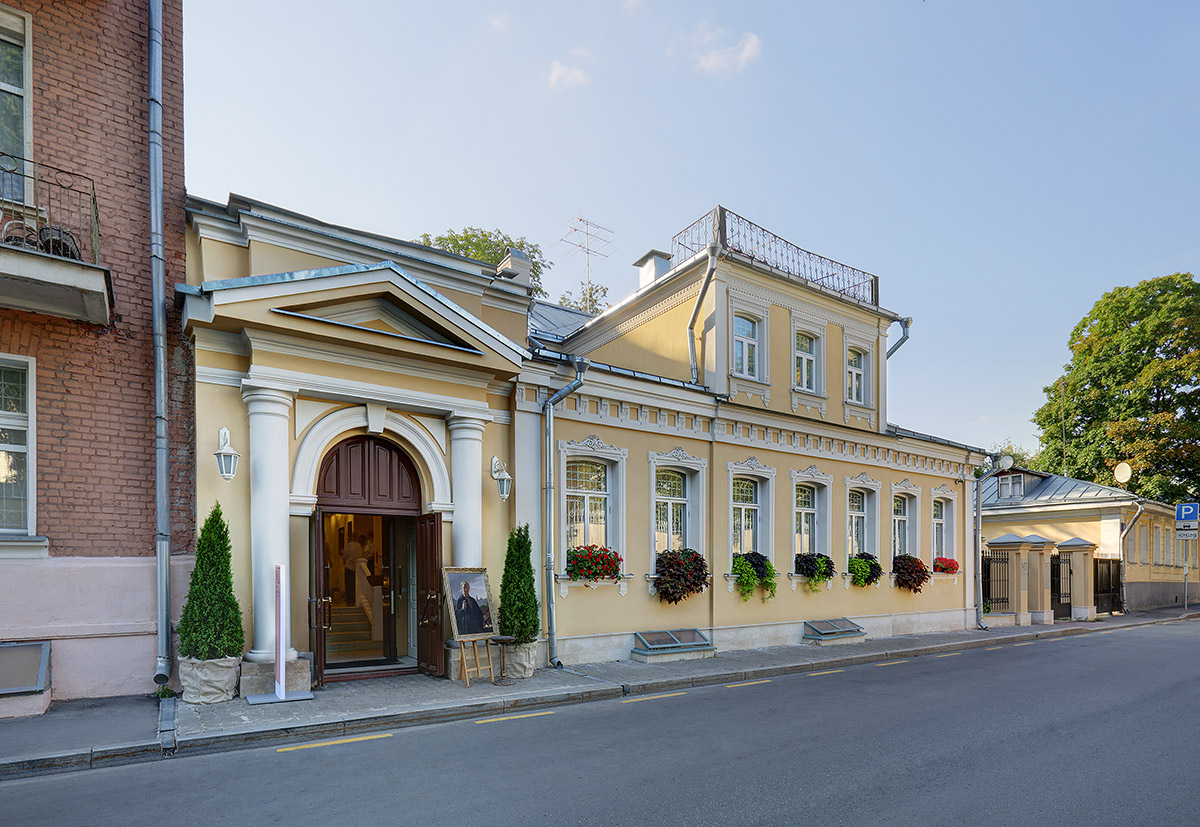
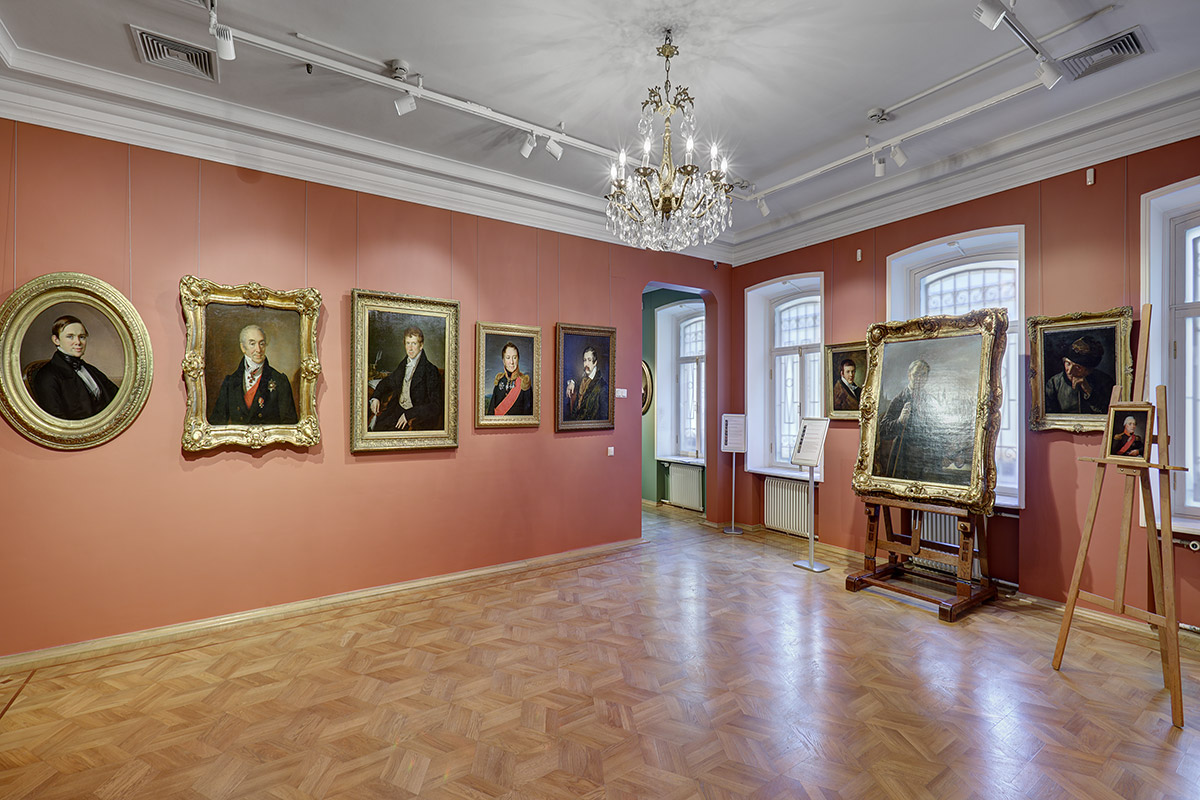
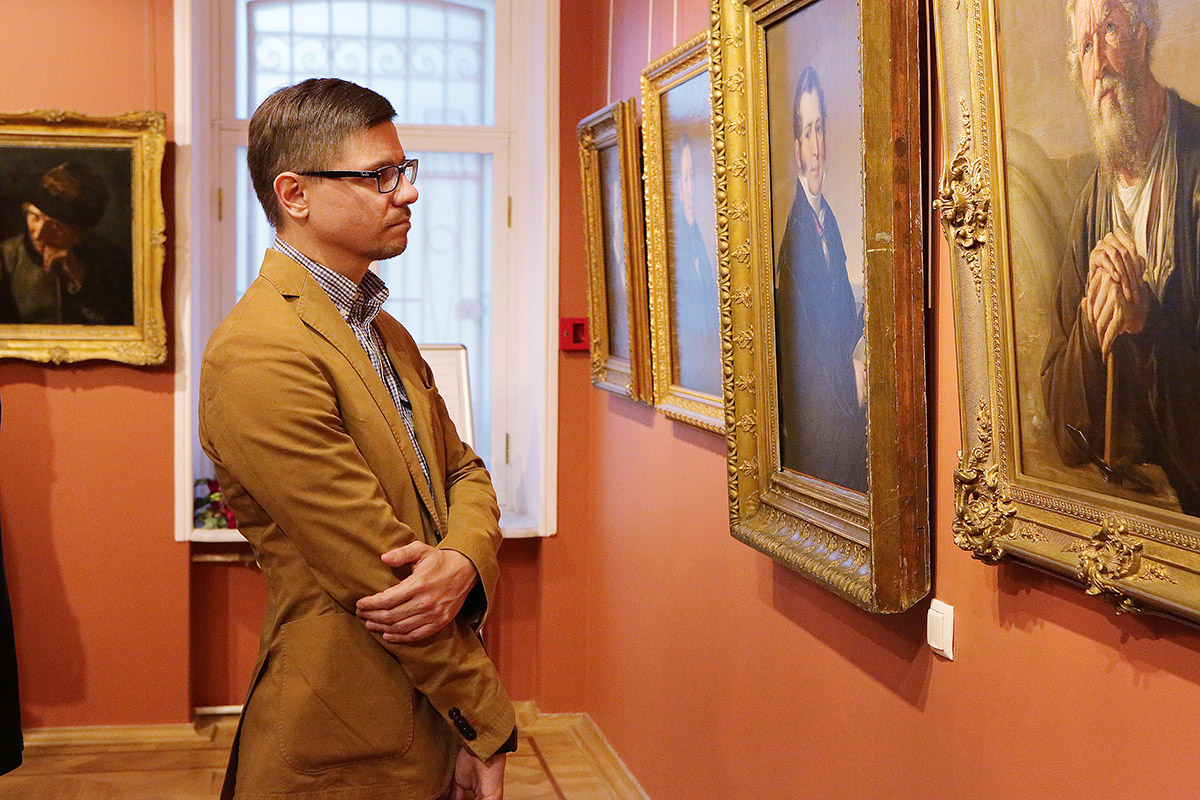
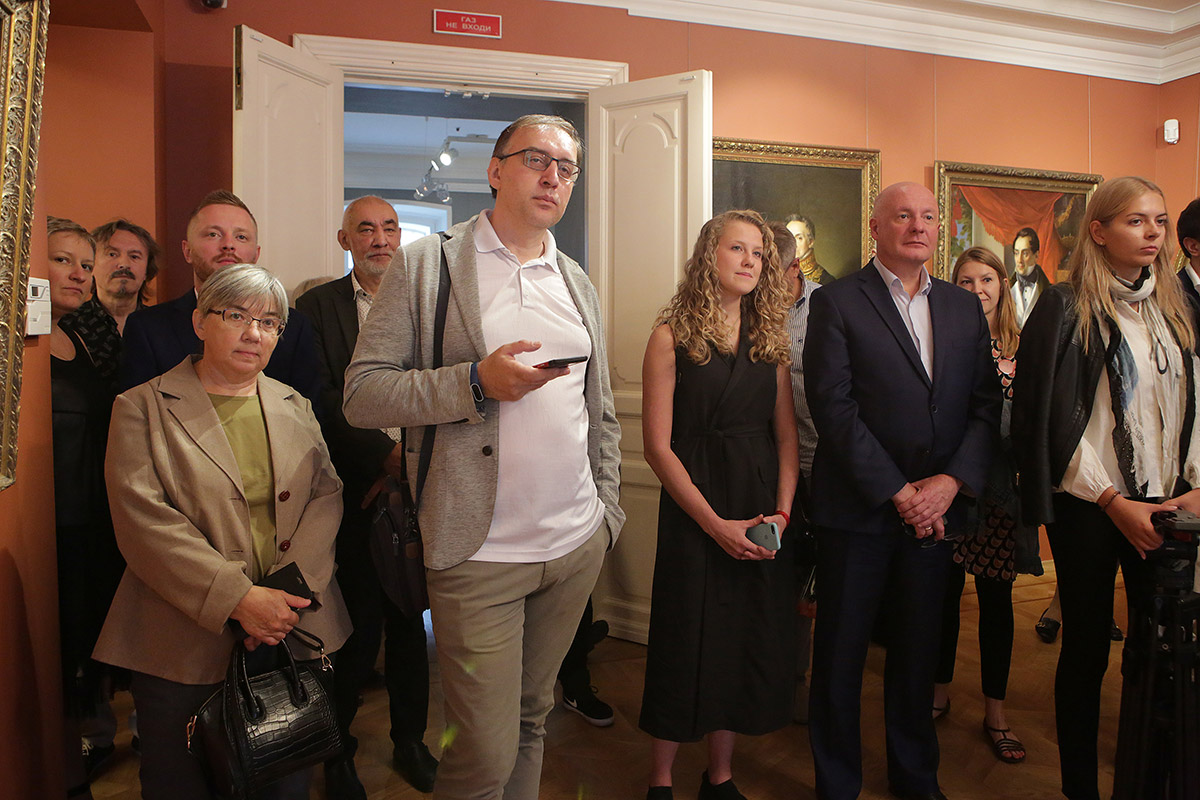
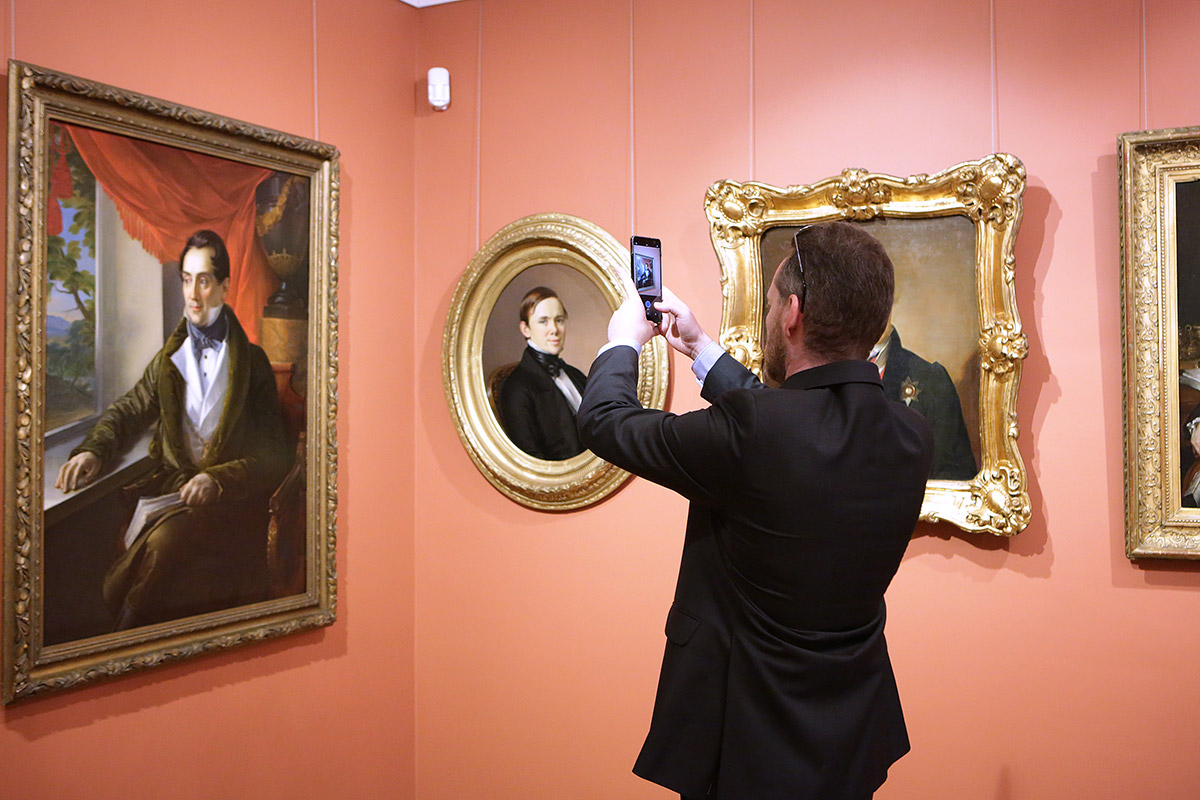
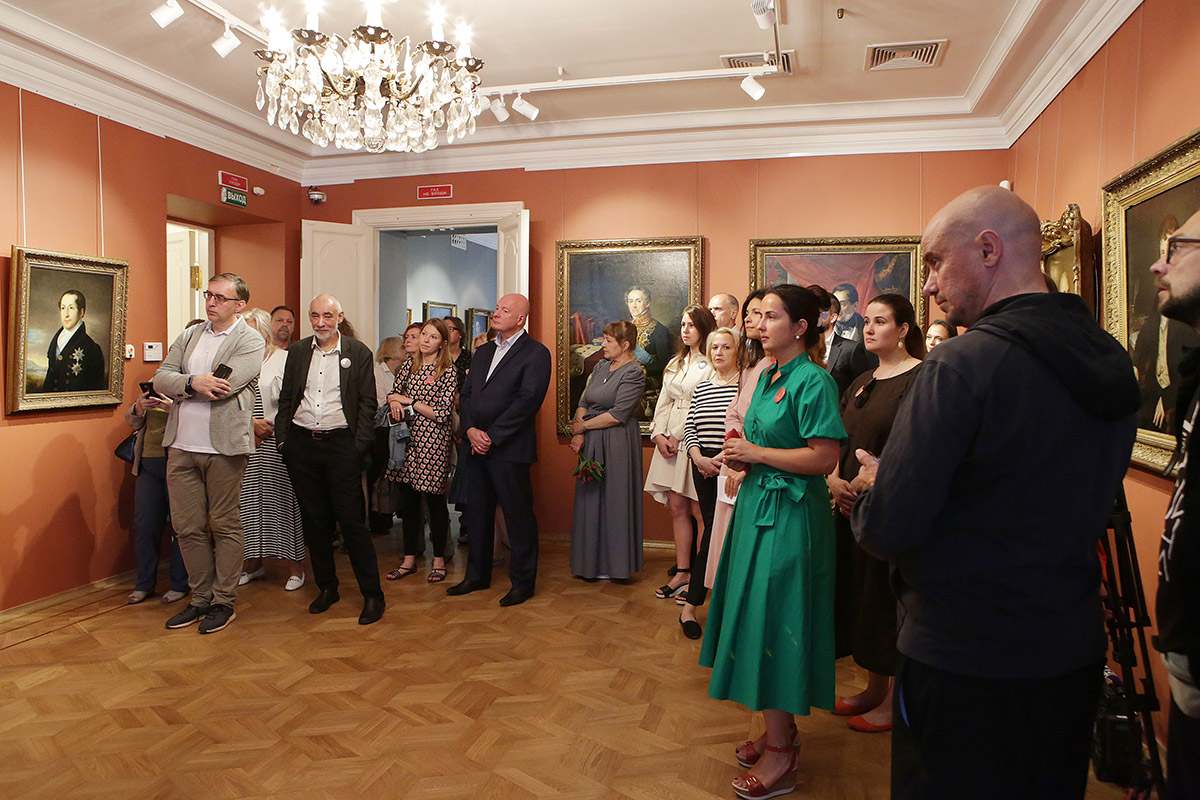
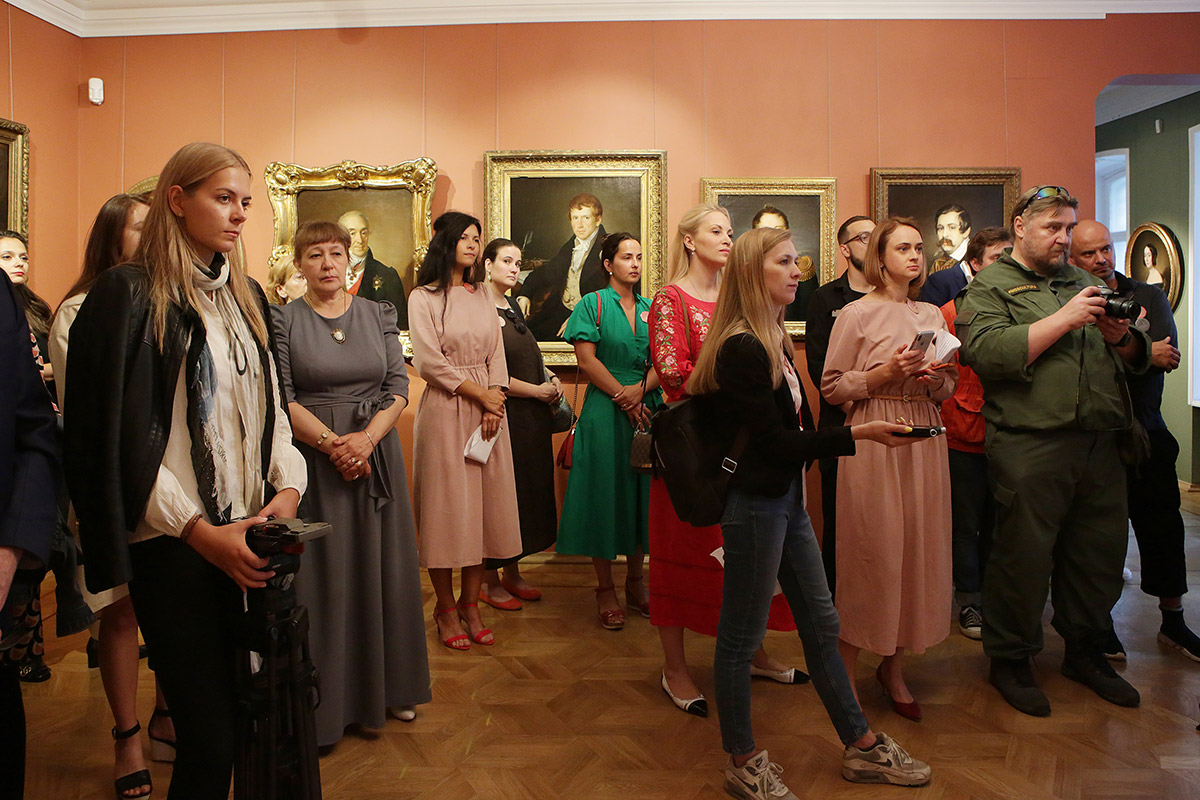
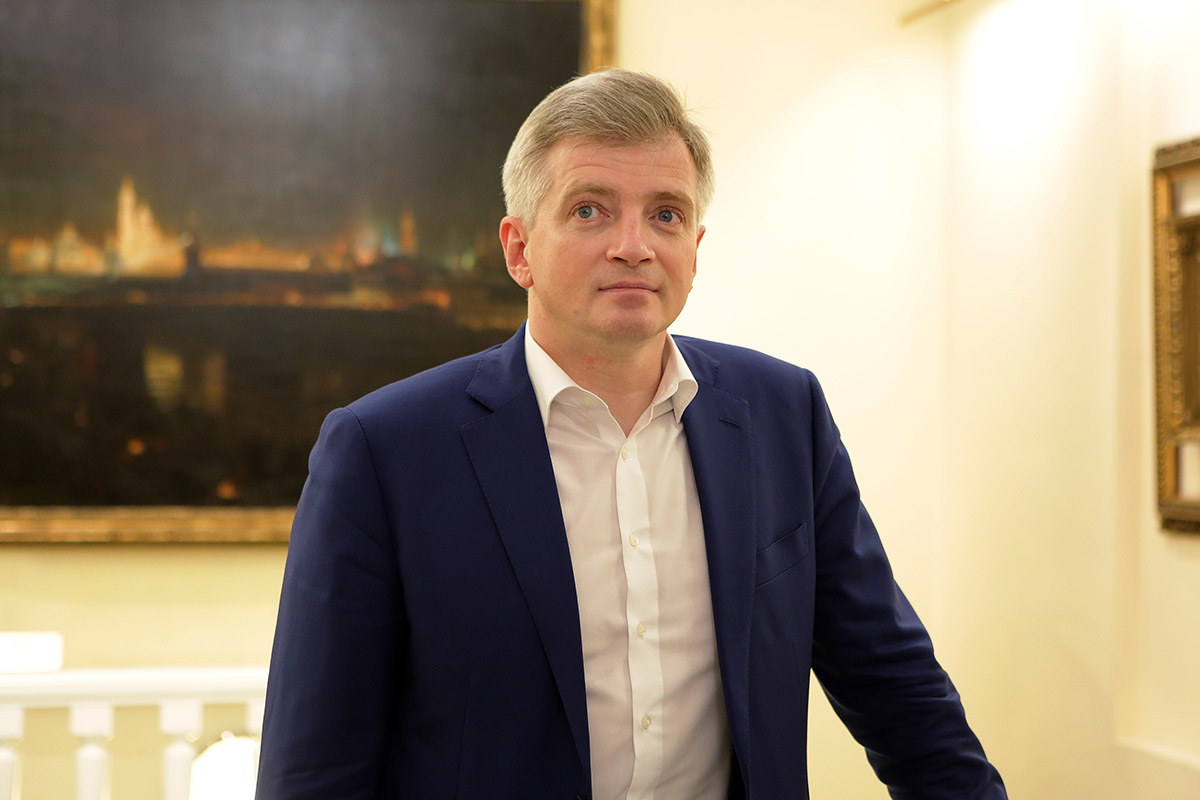
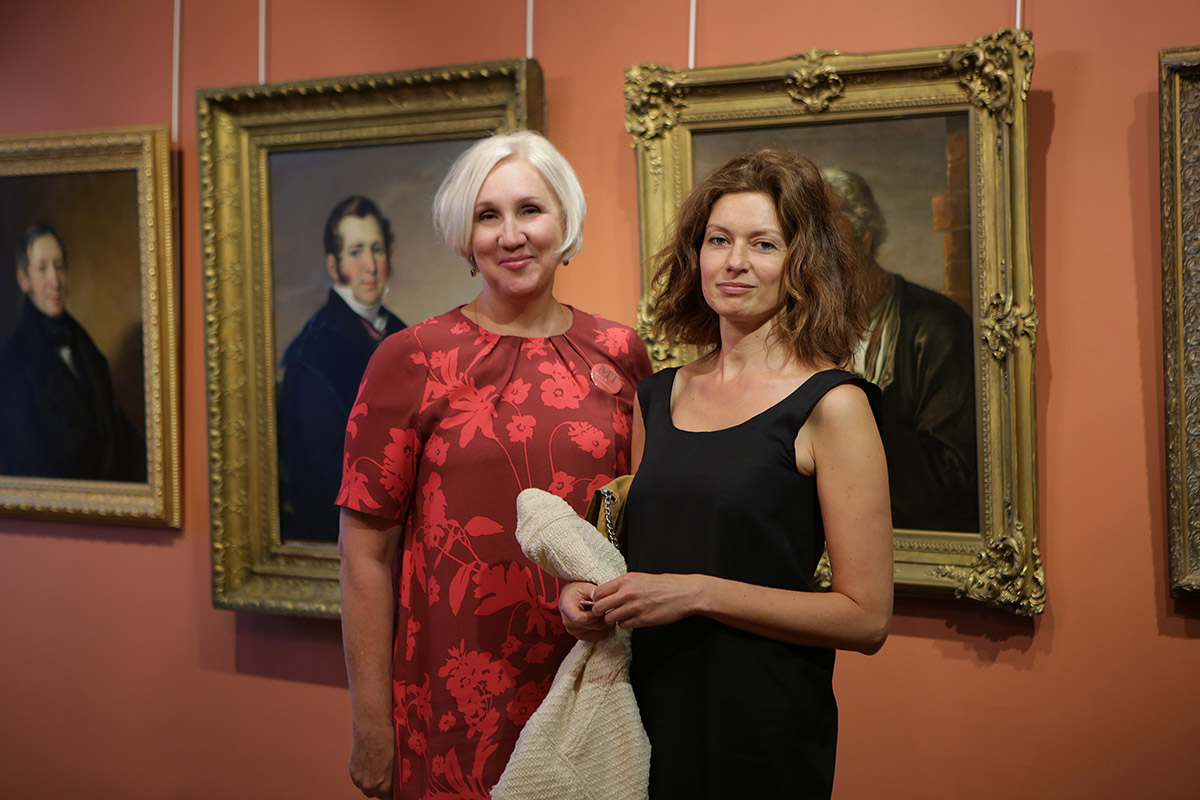
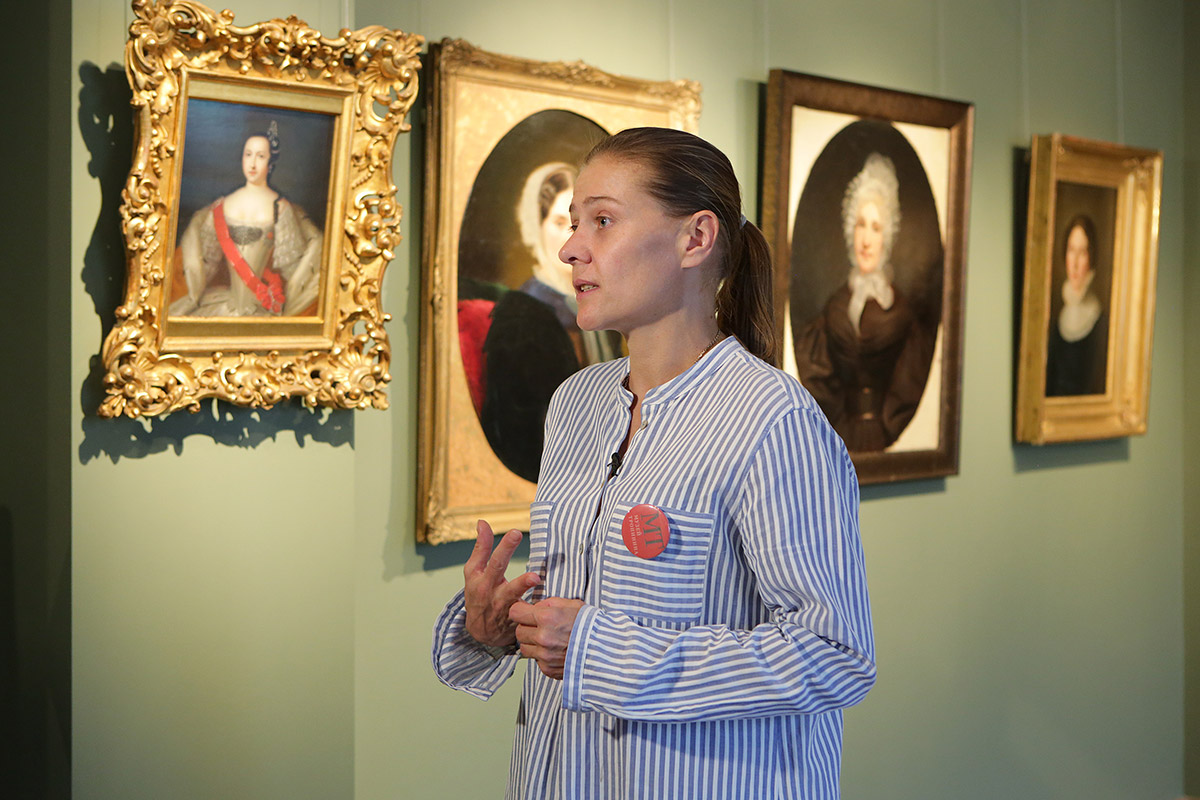